# Soutelo (Chaves)
Soutelo era una freguesia portuguesa del municipio de Chaves, distrito de Vila Real.

## Localización
Situada a 7 km al oeste de Chaves, su proximidad a la ciudad ha resguardado a esta freguesia de la acentuada despoblación de las freguesias de montaña del municipio (aunque tenía 554 habitantes en el censo de 1981), sin privarla de su carácter eminentemente rural.

## Organización territorial
Estaba formado por los núcleos de población de Soutelo y Noval, prácticamente contiguos.

## Historia
Fue suprimida el 28 de enero de 2013, en aplicación de una resolución de la Asamblea de la República portuguesa promulgada el 16 de enero de 2013 al unirse con la freguesia de Seara Velha, formando la nueva freguesia de Soutelo e Seara Velha.

## Economía
Su principal actividad económica es la agricultura a pequeña escala, con cultivos de patata, centeno, maíz y árboles frutales.

## Patrimonio
En el patrimonio histórico-artístico de la freguesia destacan el crucero y el abrigo de arte rupestre del Penedo da Cobra.